# Lapampasaurus
Lapampasaurus é um gênero de dinossauro da família Hadrosauridae. Há uma única espécie descrita para o gênero Lapampasaurus cholinoi. Seus restos fósseis foram encontrados na formação Allen, província de La Pampa, Argentina, e datado do Cretáceo Superior (do final do Campaniano ao início do Maastrichtiano).